# Hans Hoes
Pour les articles homonymes, voir Hoes.
Hans Hoes, né Johannes Augustinus Maria Hoes le 26 juillet 1949 à Tilbourg, est un acteur néerlandais.

## Carrière
Il est le frère des acteurs Guus Hoes et Paul Hoes. Il est l'oncle de l'acteur et chanteur Geert Hoes.

### Cinéma et téléfilms
- 1988 : Le refugié de l'ombre : Brosch
- 1990 : Spijkerhoek (nl) : Emile Franssen
- 1991-1997 : Oppassen!!! (nl) : Le père de Victor Bol
- 1990 : Krokodillen in Amsterdam (nl) : Jacques
- 1991 : Een dubbeltje te weinig (nl) : Jaap Omvlee
- 1991 : Suite 215 : Max Beelaars
- 1993 : 12 steden, 13 ongelukken (nl) : Vincent
- 1993-1994 : Pleidooi (nl) : Le Détective van de Geest
- 1994 : Appartement 512 : Jacques Posthuma
- 1998 : Oud geld (nl) : Van Woensel Kooij
- 1999 : Leven en dood van Quidam Quidam (nl) : Le chef de police
- 2001 : La dérive : Nevill
- 2001-2003 : Wet & Waan (nl) : Arend
- 2002-2004 : Hartslag : Emile Senff
- 2004 : Zinloos (nl) : Verlinden
- 2004 : Missie Warmoesstraat (nl) : Gijzelnemer
- 2009 : Flikken Maastricht : Erwin van Thor
- 2010 : Hunting & Zn. : Père de Meijer
- 2010 : Met De Dag : Frank
- 2010-2012 : Feuten (nl) : Daniël Keller
- 2012 : Beatrix, Oranje onder vuur (nl) : Lubbers
- 2012-2014 : Bloedverwanten (nl) : Meneer Van Wieringen
- 2013 : Chez Nous : Père de Peter Jan
- 2014 : Kankerlijers (nl) : L'Oncologue Galwaard